# Conjoint du premier ministre du Canada
La conjointe du premier ministre du Canada (en anglais : Spouse of the Prime minister of Canada) est Diana Fox (en), épouse de Mark Carney, depuis la nomination de ce dernier le 14 mars 2025.

## Description
Dix-neuf femmes ont été les épouses du premier ministre du Canada. Kim Campbell, la seule femme première ministre, était célibataire pendant son mandat. En tant que personnalité semi-publique, les conjoints participent à diverses activités cérémonielles, diplomatiques ou partisanes aux côtés du premier ministre. Les conjoints poursuivent souvent des efforts philanthropiques ou caritatifs par eux-mêmes.
Certains médias utilisent le terme de « première dame », par calque des États-Unis. Ce titre n'est pas reconnu ni applicable avec précision, puisque les conjoints du monarque du Canada et du gouverneur général du Canada ont préséance sur le conjoint d'un premier ministre.

## Liste
| No  | Image                                 | Nom                      | Date de naissance | Date de mariage   | Premier ministre (Conjoint) | Début             | Fin               | Mort              |
| --- | ------------------------------------- | ------------------------ | ----------------- | ----------------- | --------------------------- | ----------------- | ----------------- | ----------------- |
| 1   | Portrait of Agnes Macdonald           | Agnes Bernard            | 24 août 1836      | 16 février 1867   | John A. Macdonald           | 1 juillet 1867    | 5 novembre 1873   | 5 septembre 1920  |
| 2   | Portrait of Jane Mackenzie            | Jane Sym                 | 22 mars 1825      | 17 juin 1853      | Alexander Mackenzie         | 7 novembre 1873   | 8 octobre 1878    | 30 mars 1893      |
| (1) | Portrait of Agnes Macdonald           | Agnes Bernard            | 24 août 1836      | 16 février 1867   | John A. Macdonald           | 17 octobre 1878   | 6 juin 1891       | 5 septembre 1920  |
| 3   |                                       | Mary Bethune Abbott (en) | 17 octobre 1823   | 26 juillet 1849   | John Abbott                 | 16 juin 1891      | 24 novembre 1892  | 25 février 1898   |
| 4   | Portrait of Annie Thompson            | Annie Affleck            | 26 juin 1845      | 5 juillet 1870    | John Sparrow David Thompson | 5 décembre 1892   | 12 décembre 1894  | 10 avril 1913     |
|     |                                       | Aucun (veuf)             |                   |                   | Mackenzie Bowell            | 21 décembre 1894  | 27 avril 1896     |                   |
| 5   | Portrait of Frances Tupper            | Frances Morse            | 14 mars 1826      | 6 octobre 1846    | Charles Tupper              | 1 mai 1896        | 8 juillet 1896    | 11 mai 1912       |
| 6   | Portrait of Zoé Laurier               | Zoé Lafontaine           | 26 juin 1841      | 13 août 1868      | Wilfrid Laurier             | 11 juillet 1896   | 7 octobre 1911    | 1er novembre 1921 |
| 7   | Photo of Sir Robert and Lady Borden   | Laura Bond               | 26 novembre 1861  | 25 septembre 1889 | Robert Borden               | 10 octobre 1911   | 10 juillet 1920   | 7 septembre 1940  |
| 8   | Photo of Isabel Meighen               | Isabel Cox               | 18 avril 1882     | 1 juin 1904       | Arthur Meighen              | 10 juillet 1920   | 29 décembre 1921  | 6 septembre 1985  |
|     |                                       | Aucun (célibataire)      |                   |                   | William Lyon Mackenzie King | 29 décembre 1921  | 29 juin 1926      |                   |
| (8) | Photo of Isabel Meighen               | Isabel Cox               | 18 avril 1882     | 1 juin 1904       | Arthur Meighen              | 29 juin 1926      | 25 novembre 1926  | 6 septembre 1985  |
|     |                                       | Aucun (célibataire)      |                   |                   | William Lyon Mackenzie King | 25 novembre 1926  | 7 août 1930       |                   |
|     |                                       | Aucun (célibataire)      |                   |                   | Richard Bedford Bennett     | 7 août 1930       | 23 octobre 1935   |                   |
|     |                                       | Aucun (célibataire)      |                   |                   | William Lyon Mackenzie King | 23 octobre 1935   | 15 novembre 1948  |                   |
| 9   | Photo of Louis and Jeanne St. Laurent | Jeanne Renault           | 22 octobre 1886   | 19 mai 1908       | Louis St-Laurent            | 15 novembre 1948  | 21 juin 1957      | 14 novembre 1966  |
| 10  |                                       | Olive Freeman            | 14 avril 1902     | 8 décembre 1953   | John Diefenbaker            | 21 juin 1957      | 22 avril 1963     | 22 décembre 1976  |
| 11  |                                       | Maryon Moody             | 13 décembre 1901  | 22 août 1925      | Lester B. Pearson           | 22 avril 1963     | 20 avril 1968     | 26 décembre 1989  |
|     |                                       | Aucun (célibataire)      |                   |                   | Pierre Elliott Trudeau      | 20 avril 1968     | 4 mars 1971       |                   |
| 12  | Photo of Margaret Trudeau             | Margaret Sinclair        | 10 septembre 1948 | 4 mars 1971       | Pierre Elliott Trudeau      | 4 mars 1971       | 27 mai 1977       | En vie            |
|     |                                       | Aucun (séparé)           |                   |                   | Pierre Elliott Trudeau      | 27 mai 1977       | 4 juin 1979       |                   |
| 13  |                                       | Maureen McTeer           | 27 septembre 1952 | 30 juin 1973      | Joe Clark                   | 4 juin 1979       | 3 mars 1980       | En vie            |
|     |                                       | Aucun (séparé)           |                   |                   | Pierre Elliott Trudeau      | 3 mars 1980       | 2 avril 1984      |                   |
|     |                                       | Aucun (divorcé)          |                   |                   | Pierre Elliott Trudeau      | 2 avril 1984      | 30 juin 1984      |                   |
| 14  |                                       | Geills Kilgour           | 23 décembre 1937  | 11 mai 1963       | John Turner                 | 30 juin 1984      | 17 septembre 1984 | En vie            |
| 15  | Photo of Mila Mulroney                | Mila Pivnicki            | 13 juillet 1953   | 26 mai 1973       | Brian Mulroney              | 17 septembre 1984 | 25 juin 1993      | En vie            |
|     |                                       | Aucun (divorcée)         |                   |                   | Kim Campbell                | 25 juin 1993      | 4 novembre 1993   |                   |
| 16  | Photo of Aline Chrétien               | Aline Chaîné             | 14 mai 1936       | 10 septembre 1957 | Jean Chrétien               | 4 novembre 1993   | 12 décembre 2003  | 12 septembre 2020 |
| 17  |                                       | Sheila Cowan             | 31 juillet 1943   | 11 septembre 1965 | Paul Martin                 | 12 décembre 2003  | 6 février 2006    | En vie            |
| 18  | Photo of Laureen Harper               | Laureen Harper           | 23 juin 1963      | 11 décembre 1993  | Stephen Harper              | 6 février 2006    | 4 novembre 2015   | En vie            |
| 19  | Photo of Sophie Grégoire Trudeau      | Sophie Grégoire          | 24 avril 1975     | 28 mai 2005       | Justin Trudeau              | 4 novembre 2015   | 2 août 2023       | En vie            |
|     |                                       | Aucun (séparé)           |                   |                   | Justin Trudeau              | 2 août 2023       | 14 mars 2025      |                   |
| 20  | Photo of Diana Fox                    | Diana Fox (en)           | 1965              | 1994              | Mark Carney                 | 14 mars 2025      | En cours          | En vie            |